# Кубок Естонії з футболу 2000—2001
Кубок Естонії з футболу 2000–2001 — 11-й розіграш кубкового футбольного турніру в Естонії. Титул вперше здобув Транс (Нарва).

## Календар
| Раунд        | Дата                 | Матчі | Клуби   |
| ------------ | -------------------- | ----- | ------- |
| Перший раунд |                      | 5     | 18 → 13 |
| Другий раунд |                      | 5     | 13 → 8  |
| 1/4 фіналу   | 11/21-22 квітня 2001 | 8     | 8 → 4   |
| 1/2 фіналу   | 2/16 травня 2001     | 4     | 4 → 2   |
| Фінал        | 24 травня 2001       | 1     | 2 → 1   |

## Перший раунд
| Команда 1               | Рахунок | Команда 2          |
| ----------------------- | ------- | ------------------ |
| Тоомпеа (5)             | 0:9     | Тервіс (Пярну) (2) |
| Калев (Сілламяе) (3)    | 2:1     | Лелле (2)          |
| Конкордія (Таллінн) (5) | 0:9     | Маарду (2)         |
| Калев-2 (Сілламяе) (4)  | -:+     | Вільянді (2)       |
| Йокер (Раасіку) (6)     | 1:5     | Мухумаа (2)        |

## Другий раунд
| Команда 1            | Рахунок  | Команда 2            |
| -------------------- | -------- | -------------------- |
| Маарду (2)           | 2:1      | ТВМК                 |
| Тервіс (Пярну) (2)   | 3:4      | Курессааре           |
| Вільянді (2)         | 2:2 пен. | Валга                |
| Калев (Сілламяе) (3) | 0:1      | Лоотус (Кохтла-Ярве) |
| Мухумаа (2)          | 0:10     | Транс (Нарва)        |

## 1/4 фіналу
| Команда 1            | Заг. | Команда 2          | 1-й матч | 2-й матч |
| -------------------- | ---- | ------------------ | -------- | -------- |
| 11/21-22 квітня 2001 |      |                    |          |          |
| Транс (Нарва)        | 7:3  | Курессааре         | 4:1      | 3:2      |
| Елва (2)             | 0:11 | Флора              | 0:4      | 0:7      |
| Лоотус (Кохтла-Ярве) | 4:1  | Тулевик (Вільянді) | 1:1      | 3:1      |
| Левадія (Таллінн)    | 2:8  | Левадія (Маарду)   | 2:3      | 0:5      |

## 1/2 фіналу
| Команда 1            | Заг. | Команда 2     | 1-й матч | 2-й матч |
| -------------------- | ---- | ------------- | -------- | -------- |
| 5/21 травня 2002     |      |               |          |          |
| Левадія (Маарду)     | 1:4  | Флора         | 0:2      | 1:2      |
| Лоотус (Кохтла-Ярве) | 2:3  | Транс (Нарва) | 1:1      | 1:2      |

## Фінал
| 24 травня 2001 |

| Транс (Нарва) | 1:0 дч   | Флора |
| ------------- | -------- | ----- |
| Курочкін 111' | Протокол |       |

| Кескстадіон, Валга Глядачів: 400 Арбітр: Ганнес Каасік |